# Rolinha-inca
Rolinha-inca ou rolinha-mexicana (Columbina inca) é uma pequena rolinha do Novo Mundo. A espécie foi descrita pela primeira vez pelo cirurgião e naturalista francês René Lesson em 1847. Atinge um comprimento de 16,5–23 cm e pesa 30-58 g. A rolinha-inca tem uma envergadura média de 28,5 cm e uma envergadura máxima de 32 cm. É uma espécie esguia, com um corpo marrom-acinzentado coberto de penas que lembram um padrão de escamas. A cauda é longa e quadrada, com penas brancas que podem se projetar durante o voo. As asas inferiores são avermelhadas, como as de outras rolinhas terrestres, e na decolagem, as asas produzem um ruído característico e silencioso de chocalho.

## Distribuição e habitat

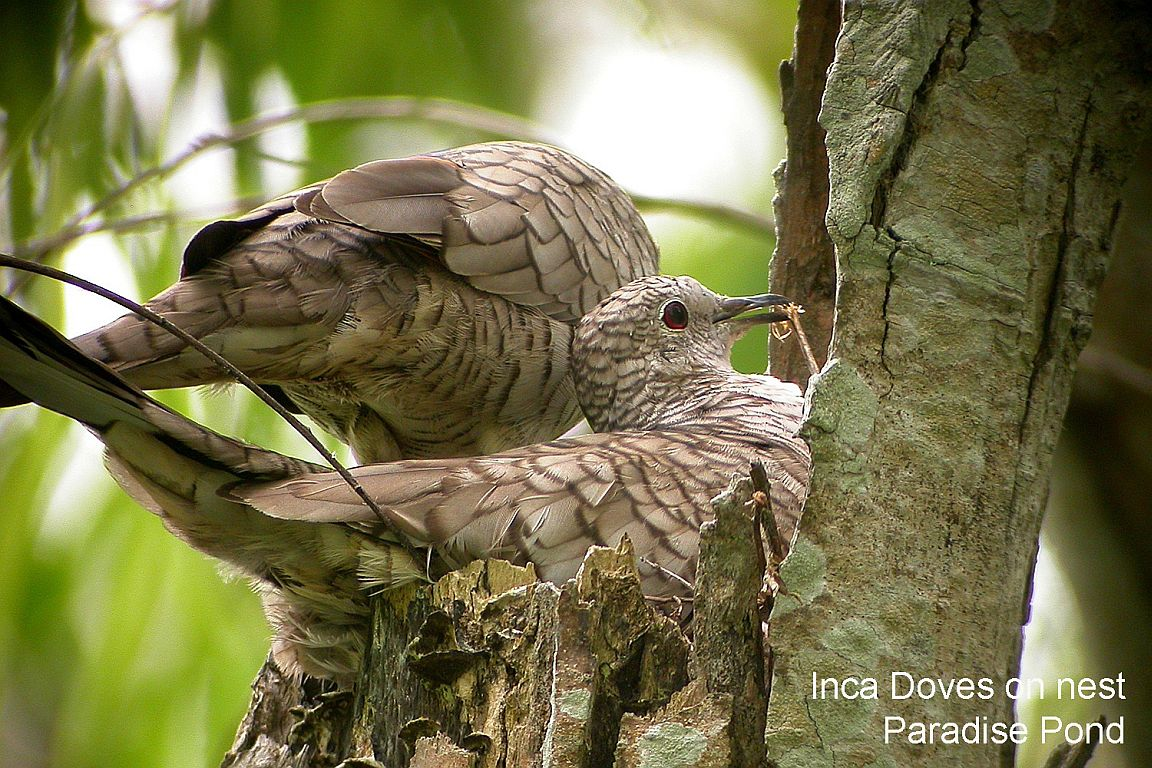
Um par de rolinhas-incas fazendo ninho

A área de distribuição da rolinha-inca se estende da Costa Rica, no sul, ao sudoeste americano, no norte, e costuma ser comum ou abundante em um habitat adequado. Sua área de distribuição tem se expandido para o norte e para o sul nas últimas décadas. Apesar de ter o nome do Império Inca, essa espécie não ocorre em nenhuma das terras que constituíram esse império. As rolinhas-incas estão expandindo sua área de distribuição no norte e no sul. Essa espécie terrestre forma bandos em desertos, matagais e áreas cultivadas e também pode ser encontrada em ambientes urbanos, onde se alimenta de sementes de grama e aproveita a disponibilidade imediata de água da irrigação agrícola e suburbana.
A rolinha-inca escapou ou foi liberada deliberadamente no estado americano da Flórida, mas não há evidências de que a população esteja se reproduzindo e pode persistir apenas devido a liberações ou fugas contínuas.

## Nidificação
As rolinhas-incas constroem seus ninhos principalmente em árvores e arbustos. O diâmetro médio é de cerca de 5 centímetros. O macho reúne o material de nidificação e o apresenta à fêmea, que também reúne algum material de nidificação. O ninho é composto de galhos, grama, talos de ervas daninhas e folhas e é reforçado com os excrementos da ninhada. O ninho costuma ser usado várias vezes.

## Comportamento

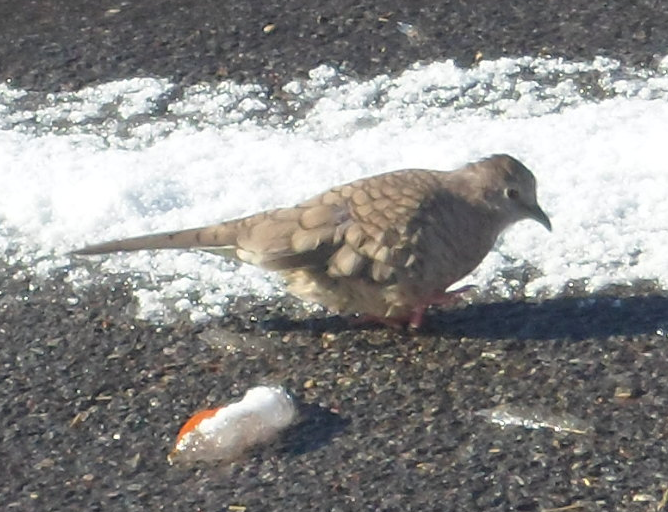
Rolinha-inca em um dia de neve, procurando comida na rua; Chihuahua, México.

Durante o inverno, as rolinhas-incas se empoleiram em grupos comunitários, em uma formação piramidal que ajuda a reter o calor do corpo. Essas pirâmides podem conter 10 ou mais aves. Elas costumam se reunir fora de seus territórios, com bandos de até 100 aves.

## Voz
O canto, um arrulhar vigoroso que pode ser interpretado como cowl-coo, POO-pup ou NO-hope, pode ser emitido de uma árvore, de um fio ou de outro ponto alto e aberto, como uma antena de televisão.